# Lapin Agile

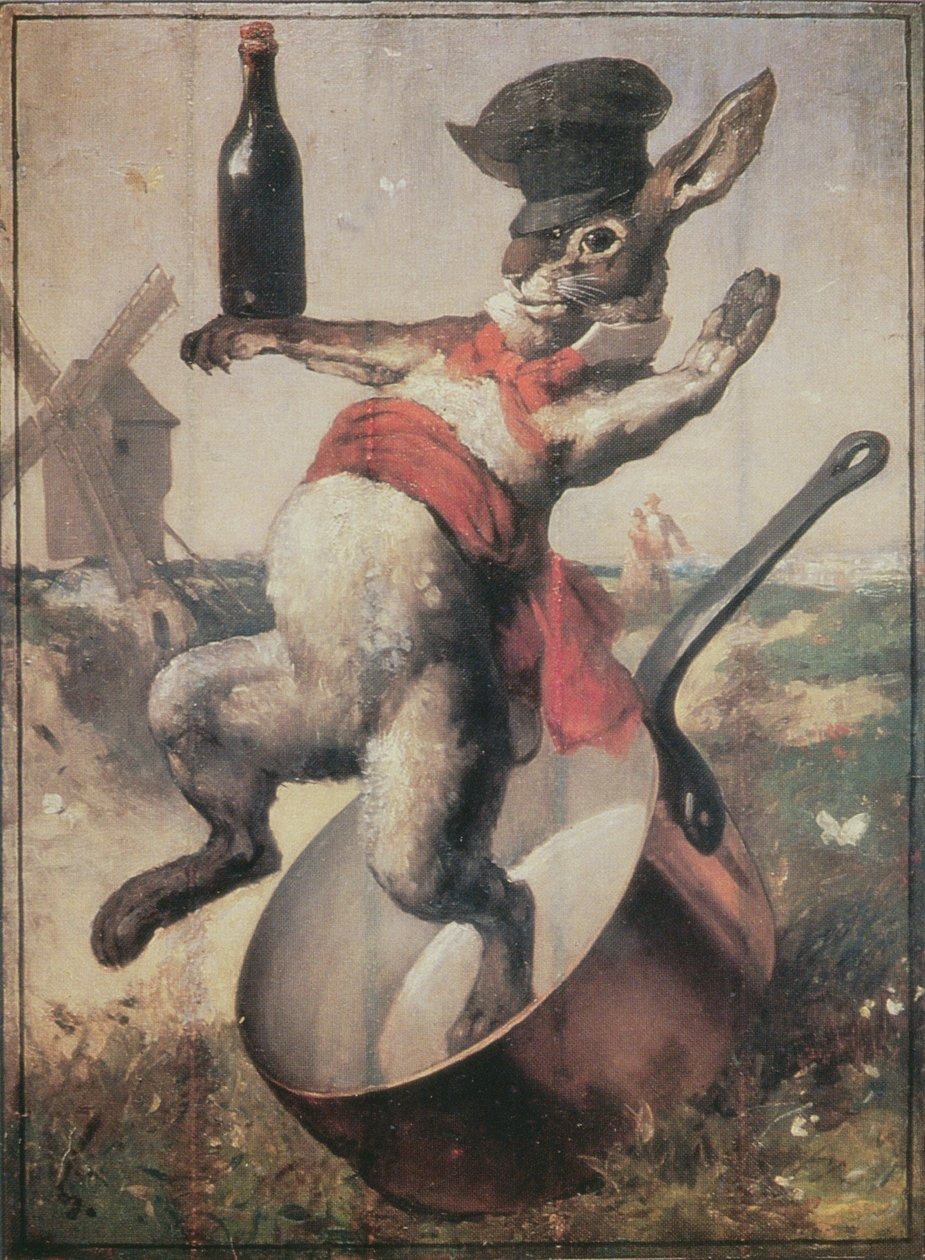
L'insegna del locale

Lapin Agile è il nome di un locale cabaret a Montmartre, al 22 Rue des Saules.

## Storia
Il nome originale era "Cabaret des Assassins". Tra il 1879 et 1880, il proprietario del locale affida ad un caricaturista, André Gill, l'incarico di disegnare un'insegna per il locale. L'artista dipinge un coniglio che scappa dalla padella in cui avrebbe dovuto essere cucinato e da allora il cabaret viene conosciuto con il nome di Au Lapin à Gill, da cui la successiva trasformazione in Lapin Agile.
Probabilmente Gill dipinse l'insegna riferendosi a una vicenda personale; egli aveva partecipato alla Comune (aderendo alla Commission des artistes), ed era risuscito a sfuggire alla repressione seguita alla sconfitta dei comunardi. In breve, il Lapin Agile simboleggia gli artisti ribelli di Montmartre che sfidano la società.
L'insegna originaria fu rubata nel 1893 ed è stata sostituita da una riproduzione oggi conservata all'interno de La Maison du Bel Air, il Museo di Montmartre in rue Cortot 8-14 nel 18 ° (XVIII) arrondissement di Parigi.